# Gustav Adolf af Mecklenburg-Güstrow
Gustav Adolf af Mecklenburg-Güstrow (født 26. februar 1633, død 6. Oktober 1695) var den sidste regent i Mecklenburg-Güstrow fra 1636 til sin død og den sidste lutheranske administrator i Fyrstbispedømmet Ratzeburg fra 1636 til 1648.
Han var gift med Magdalene Sibylle af Slesvig-Holsten-Gottorp, næst ældste datter af den gottorpske hertug Frederik 3. og dennes gemal Marie Elisabeth af Sachsen. De var bl.a. forældre til Dronning Louise af Danmark, gift med Frederik 4.